# Tërbuf
Tërbuf is een plaats en voormalige gemeente in de stad (bashkia) Divjakë in de prefectuur Fier in Albanië. Sinds de gemeentelijke herindeling van 2015 doet Tërbuf dienst als deelgemeente en is het een bestuurseenheid zonder verdere bestuurlijke bevoegdheden. De plaats telde bij de census van 2011 10.201 inwoners.